# M51 (rachetă)

Comparaţie a diferitelor sisteme nucleare: la stânga, submarinul SNLE cu rachete balistice din clasa Redoutable cu racheta M4; la dreapta, submarinul SNLE-NG din clasa Triomphant cu racheta M45 și viitoarea M51.

M51 este viitoarea rachetă balistică cu lansare de pe submarin din seria MSBS (Mer-Sol-Balistique-Stratégique “mare-sol-balistic-strategic”) a marinei militare franceze. Platforma pentru aceste rachete va fi noua generație de submarine cu propulsie nucleară din clasa Le Triomphant.